# Giorgi Ovasjvili
Giorgi Ovasjvili (Georgisch: გიორგი ოვაშვილი) (Mtscheta, 14 november 1963) is een Georgisch filmregisseur en scenarioschrijver.

## Biografie
Giorgi Ovasjvili werd geboren in 1963 in Mtscheta in de voormalige Sovjet-Unie, en het huidige Georgië. Hij studeerde aan het Polytechnisch instituut van 1981 tot 1986. Ovasjvili studeerde af aan het Georgian State Institute of Cinema and Theatre in 1996 en aan de New York Film Academy in 2006. Hij speelde ook toneel bij het Staatstheater en regisseerde toneelstukken voor kinderen.
Ovaslvili's korte film Zgvis donidan... die hij schreef, regisseerde en produceerde, werd goed onthaald en behaalde in 2005 enkele prijzen op filmfestivals in Berlijn en Odense. In 2009 schreef, regisseerde en produceerde hij zijn eerste langspeelfilm Gagma napiri, die tientallen prijzen won. Ook zijn tweede langspeelfilm Simindis kundzuli uit 2014 was succesvol met een twintigtal filmprijzen waaronder de Kristallen Bol op het internationaal filmfestival van Karlsbad.

## Filmografie
- Simindis kundzuli (Corn Island) (regie, 2015)
- Gagma napiri (The Other Bank) (regie, scenario, productie, 2009)
- Zgvis donidan... (Eye Level) (kortfilm) (regie, scenario, productie, cinematografie, 2005)

## Prijzen en nominaties
Ovasjvili won meer dan 40 filmprijzen, waarvan de belangrijkste:
| Jaar | Prijs                                    | Categorie                               | Genomineerde(n)   | Uitslag     |
| ---- | ---------------------------------------- | --------------------------------------- | ----------------- | ----------- |
| 2014 | Internationaal filmfestival van Karlsbad | Kristallen Bol                          | Simindis Kundzuli | Gewonnen    |
| 2014 | Internationaal filmfestival van Karlsbad | Award of Ecumenical Jury                | Simindis Kundzuli | Gewonnen    |
| 2009 | Europese filmprijzen                     | European Discovery of the Year          | Gagma napiri      | Genomineerd |
| 2005 | Internationaal filmfestival van Berlijn  | New York Film Academy Scholarship Award | Zgvis donidan...  | Gewonnen    |